# La Trinité-Porhoët
La Trinité-Porhoët (en bretó An Drinded-Porc'hoed) és un municipi francès, situat a la regió de Bretanya, al departament d'Ar Mor-Bihan. L'any 2006 tenia 767 habitants.

## Demografia
| 1962                                       | 1968  | 1975  | 1982  | 1990 | 1999 |
| ------------------------------------------ | ----- | ----- | ----- | ---- | ---- |
| 1.059                                      | 1.070 | 1.021 | 1.088 | 901  | 816  |
| Des de 1962: població sense dobles comptes |       |       |       |      |      |

## Administració
| Període | Identitat              | Partit |
| ------- | ---------------------- | ------ |
| 2001-   | Marcel Van de Casteele |        |